# Дивина показна
Дивина показна (Verbascum salgirensis) — вид квіткових рослин родини ранникових (Scrophulariaceae).

## Біоморфологічна характеристика
Це дворічна рослина 30–150 см, м'яко шерстисто-волосиста, вгорі із залозистими волосками. Стебло міцне, зазвичай просте. Нижні листки 6–17 × 2–9 см, на довгих ніжках, тупі, городчасті. Суцвіття ± щільне, містить 20–60 квіток. Чашечка 5–10 мм, розщеплена до основи на нерівні, лінійно- або видовжено-ланцетні, гострі або загострені частки. Віночок жовтий, 30–40(45) мм у діаметрі. Коробочка від еліптичної до широко-яйцюватої форми, 6–10 × 5–7 мм, щільно запушена.

## Поширення
Крим, Північний Кавказ, Грузія, пн. Туреччина.
В Україні вид зростає на лісових узліссях, галявинах, скелях — у гірському Криму та передгір'ях, звичайно.